# Lake Mack-Forest Hills
Lake Mack-Forest Hills – jednostka osadnicza w Stanach Zjednoczonych, w stanie Floryda, w hrabstwie Lake.